# Pedro Gost
Pedro Gost Sastre (La Puebla, Baleares, 16 de enero de 1946), deportivamente conocido como Gost, es un exfutbolista español. 

## Trayectoria
Criado en La Puebla, se inició futbolísticamente en el equipo local, la UD Poblense. De ahí pasó al RCD Mallorca, en 1967. Poco a poco, logró hacerse en hueco en las alineaciones, siendo el portero titular cuando los baleares lograron el ascenso a Primera División, la temporada 1968/69. Tras jugar un año con los bermellones en la máxima categoría, fue traspasado al RC Celta.
En su primer año en Vigo, los celestes protagonizaron una de las mejores temporadas de su historia, finalizando la liga en sexta posición, lo que les permitió clasificarse, por primera vez, para disputar una competición europea. Gran parte del éxito recayó en Gost, que finalizó la liga como segundo portero menos goleado del campeonato, por detrás del valencianista Abelardo.
La temporada siguiente, con su participación en el partido de ida de los treintadosavos de final de Copa de la UEFA, Gost se convirtió en el primer futbolista mallorquín en disputar una competición europea. Sin embargo, el encuentro, jugado el 15 de septiembre de 1971 ante el Aberdeen FC, acabó siendo infausto para el guardameta poblense: un error suyo propició el primer gol de los escoceses -que acabaron venciendo por 0-2- y además sufrió una fisura en el dedo meñique. La lesión le tuvo varias semanas inactivo, perdiendo la titularidad en favor de Rafael Alarcia. Una vez recuperado, no pudo desbancar al portero cántabro, permaneciendo a su sombra durante dos años, hasta finalizar su relación con el Celta, el verano de 1973.
Volvió entonces a su Mallorca natal para jugar en el CD Constancia. En 1977 inició su segunda etapa en la UD Poblense, donde jugó cuatro temporadas, ganando un campeonato de Tercera División. La temporada 1981/82 regresó nuevamente al CD Constancia, donde se retiró tras haber conquistado de nuevo el campeonato de Tercera.
Tras colgar los guantes, se estrenó como entrenador la temporada 1984/85, ascendiendo al CF Sóller de Preferente a Tercera División. La temporada 1985/86 pasó al banquillo del CD Constancia. Posteriormente dirigió otros conjuntos de la Tercera balear como el Maganova y el Arenal.

## Selección nacional
En septiembre de 1969, poco después de su debut en Primera División con el Real Mallorca, fue seleccionado por Ladislao Kubala para participar en una concentración con la selección española, pero luego no llegó a ser convocado para ningún encuentro.

## Clubes
| Club          | País   | Año       |
| ------------- | ------ | --------- |
| UD Poblense   | España | 1966-1967 |
| RCD Mallorca  | España | 1967-1970 |
| Celta de Vigo | España | 1970-1973 |
| CD Constancia | España | 1974-1977 |
| UD Poblense   | España | 1977-1981 |
| CD Constancia | España | 1981-1983 |

## Palmarés

### Campeonatos nacionales
| Título                   | Club          | País   | Año  |
| ------------------------ | ------------- | ------ | ---- |
| Liga de Tercera División | UD Poblense   | España | 1981 |
| Liga de Tercera División | CD Constancia | España | 1983 |